# Филипински пегави јелен
Филипински пегави јелен (лат. Rusa alfredi) је сисар из реда папкара (Artiodactyla) и породице јелена (Cervidae). 

## Распрострањење
Врста има природно станиште у Филипинима.

## Станиште
Станишта врсте су шуме и травна вегетација. 

## Угроженост
Ова врста се сматра угроженом.